# Noelle Maritz
Noelle Maritz, född den 23 december 1995 i Newport Beach, Kalifornien, är en schweizisk fotbollsspelare.

## Karriär
Noelle Maritz inledde sin seniorkarriär i FC Zürich år 2011. Hon värvades av VfL Wolfsburg år 2013 innan hon 2020 flyttade till Arsenal. 2024 kontrakterades hon av Aston Villa. Hon har även representerat det schweiziska damlandslaget där hon debuterade år 2013.